# Pléonasme
Ne doit pas être confondu avec Périssologie.
 (avril 2019).
Si vous disposez d'ouvrages ou d'articles de référence ou si vous connaissez des sites web de qualité traitant du thème abordé ici, merci de compléter l'article en donnant les références utiles à sa vérifiabilité et en les liant à la section « Notes et références ».
Le pléonasme est une figure de style où l'expression d'une idée est soit renforcée soit précisée par l'ajout d'un ou plusieurs mots qui ne sont pas nécessaires au sens grammatical de la phrase, et qui sont synonymes.  
C'est un mode d'expression aussi fréquent dans la langue littéraire que dans le langage familier. Dans celui-ci, la figure est parfois involontaire comme dans l'expression « monter en haut » et cette faute devient une périssologie.
Le contraire du pléonasme est l'oxymore.

## Étymologie
Le mot, qui en dialectique fait partie du vocabulaire théophrastéen, vient du grec πλεονασμός / pleonasmós, qui signifie d'abord « surcharge ». Les grammairiens belges Maurice Grevisse et André Goosse estiment que pléonasme et redondance sont presque synonymes.
Pierre Fontanier (Les figures du discours, 1830) indique qu'il faut prendre l'acception de « plénitude » quand il s'agit de cette figure.

## Principe du pléonasme
Le pléonasme est souvent constitué de termes qui abondent dans le même sens, pour insister sur un point, si l'on craint qu'il ne soit mal interprété ou pas assez énergique.
Exemple :

« Je l'ai vu, dis-je, vu, de mes propres yeux vu,

ce qui s'appelle vu... »

— Molière,  Le Tartuffe, 12 mai 1664
Il y a dans cette expression non seulement l'insistance à faire admettre sa bonne foi mais aussi l'effort de préciser le sens du verbe « voir ». En effet, quand nous disons : « Il me semble avoir déjà vu ça quelque part… », peut-être l'avons-nous simplement entendu. Le verbe « voir » ayant un sens très large, le personnage veut donc convaincre qu'il n'est pas l'homme qui a vu l'homme qui a rencontré l'homme qui a tué l'ours, mais qu'il est bien un témoin direct, un témoin oculaire.

« C'était une heure tardive où, mon frère et moi, nous avions été oubliés et nous nous amusions sous l'escalier, endroit très sombre. Nos éclats de voix dans notre chahut attirèrent l'attention de notre père qui se précipita vers nous et s'écria : « Que faites-vous encore là, vous deux ? Montez en haut tout de suite et dormez ! » Nous nous exécutâmes sous l'index paternel impérieusement pointé vers le plafond. »

L'idée d'aller en haut, de s'élever n'est pas la seule que puisse susciter ce verbe. La langue anglaise utilise elle-même sans complexe des up avec les verbes : climb, jump… Le verbe français, quand il s'agit de l'idée de « gravir », a naturellement besoin d'une direction ou d'une indication de lieu pour la « plénitude » de l'expression. 
Le pléonasme joue parfois pour donner un équilibre à la brièveté d'un mot ou d'une locution, aussi utile pour la prosodie que pour assurer le sens :
« La marche à pied est excellente pour la santé. »
« Attention à la marche » (il s'agit de la chose !)
« Cette machine marche très bien » (et non avec ses pieds)
« Je tourne en rond. » (c'est plus satisfaisant que de dire brièvement : « Je tourne. », puisqu'il y a une différence entre « tourner autour d'un axe » et « décrire un cercle ».)

### Le pléonasme d'utilité sémantique

#### «Aujourd'hui»
Le vocable usuel « aujourd'hui » est la concaténation de « au jour d'hui » où « hui », mot du vieux français issu du latin hodie, lui-même contraction de hoc die, « ce jour », qui n'est pas passé dans la langue moderne parce qu'il était un hiatus monosyllabe à consonance sourde (contrairement à hier). Le pléonasme est venu lui donner corps. Ce pléonasme est doublé par ceux qui disent « au jour d'aujourd'hui ».

#### «Pouvoir»
La construction « pouvoir » + un infinitif peut être conjuguée au subjonctif, mode qui exprime déjà la possibilité. Cependant elle pourra être considérée comme pléonastique surtout pour les verbes du premier groupe puisqu'il sera utile pour l'oreille de faire la distinction entre le présent du subjonctif et le présent de l'indicatif qui sont identiques à certaines personnes.
- « Il leur faut repartir afin qu'ils puissent arriver à temps… » (le pléonasme remplace « afin qu'ils arrivent »)
- « Il nous faut continuer afin que nous puissions parvenir au sommet… » (« que nous puissions parvenir » est une discrète périssologie)

#### Autres
Le pléonasme sert à préciser le sens voulu d'un mot :
« Cette journée m'a été très pénible et je suis complètement énervé. »
Au sens premier, un corps énervé a été privé de nerfs, donc ici « sans réaction ». L'adverbe « complètement » force le sens de ce mot pour ne pas faire entendre le sens familier de « avoir les nerfs agacés ».
« Vivre sa vie. »
Il ne s'agit plus de simplement vivre mais de poursuivre en toute responsabilité son existence avec ce qu'elle comporte d'actions à décider et d'événements à affronter.
Le pléonasme peut utiliser la répétition soit pour raviver le sens d'un mot trop usité ou galvaudé, soit pour imposer une nuance de sens. 
Ce procédé est connu des slogans publicitaires. Il peut être souvent assimilé à la diaphore qui se distingue de l'antanaclase car si celle-ci joue sur deux acceptions d'un même mot, la diaphore joue sur un simple décalage d'un même sens du mot.
« Huile L. : Elle est bonne, et en plus elle est bonne ! » (pas ordinairement bonne, vraiment bonne)
« Le roquefort, c'est le roquefort ! » (ce n'est plus le simple fromage mais ce produit raffiné issu de traditions ancestrales qui ont fait sa réputation)
« Une promesse est une promesse. » (ce que l'on fait miroiter est aussi ce que l'on doit tenir.) 
« Votez tous pour le parti gagnant. » Ce slogan emploie la prolepse, qui est une anticipation. Si tous votent pour le même parti, il sera effectivement gagnant.
« C'est moi qui vous le dis qui suis votre grand'mère. » Molière (Le Tartuffe, I, 1)
Le terme « grand'mère », évident pour le petit-fils, devient la personne d'expérience et naturellement intéressée par les faits et gestes de sa progéniture.
Le pléonasme sert parfois à rajeunir une expression métaphorique :

« Non ! Non ! le petit Chose ne veut pas mourir. Il se cramponne à la vie, au contraire, et de toutes ses forces... »

— Alphonse Daudet, Le Petit Chose
Le verbe « cramponner » est de se tenir accroché avec force. Mais comme il est souvent employé dans un sens familier (« accroche-toi ! ») la locution adverbiale vient rappeler l'idée d'effort qu'il contient.

##### En langage juridique
En langage juridique, certains pléonasmes sont devenus des expressions figées d'usage courant, par exemple :
- nul et non avenu
- procédure abusive et dilatoire

### La redondance discrète
Le pléonasme, enfin, émaille discrètement non seulement nombre de conversations mais aussi de textes. Exemple tiré d'un magazine de vulgarisation :
« [L'événement se serait produit] à une date antérieure aux estimations précédentes. »
Redondance qui aurait pu échapper facilement s'il n'y avait eu une construction vicieuse. Il faut lire « à une date antérieure à celle précédemment estimée. » Mais on peut se douter, alors, que l'estimation de la dernière datation connue précédait la nouvelle estimation. Cependant si cette redondance ne vient pas particulièrement gêner l'énoncé (elle apporterait même davantage de netteté), la phrase reste mal conçue. Seul un lecteur aguerri l'aurait peut-être perçu. Mais « … une date antérieure à celle estimée jusqu'ici » aurait suffi.
Les magazines comme les journaux quotidiens sont une mine de périssologies plus ou moins perceptibles (pléonasmes inutiles) ; extrait (allégé) d'un portail populaire, sur les éoliennes « potentiellement dangereuses » :

« Cette hécatombe pourrait à terme risquer de menacer ces animaux d'extinction avec impact notable sur l'écosystème alors que les chauves-souris se nourrissent d'insectes nuisibles aux récoltes... »

Où l'on rencontre un « risque qui menace » et un « impact notable » car s'il peut être plus important qu'un autre, un « impact » a, en principe, un effet certain.
« Sans attendre, [le ministre] pourrait lancer des expériences pilotes dans la fonction publique… ».[extrait d'un hebdomadaire[Lequel ?]] 
« C'est à l'amour auquel je pense [chanson de Françoise Hardy]. ». Bernard Cerquiglini a justement relevé la redondance de construction (pour avoir le nombre de syllabes suffisant à la mélodie): « c'est à l'amour que je pense » (sentiment, passion) ou « c'est l'amour auquel je pense » (être aimé, liaison amoureuse), formules qui ont chacune leur signification. Le titre de la chanson peut faire douter du sens voulu, mais le texte fait référence à un être idéalisé qu'on croit avoir rencontré.

### Rôle dynamique du pléonasme
Mais c'est dans son rôle dynamique que le pléonasme sera éminent pour donner de l'énergie à une expression et qu'il acquiert tout à fait sa qualité de figure de style.
Fontanier nous rappelle à ce sujet deux fleurons de la langue française qui nous viennent du Télémaque de Fénelon et qui, sans que l'on y trouve à redire, sont pratiquement passés dans la langue : 

« … cette horreur qui fait se dresser les cheveux sur la tête et qui glace le sang dans les veines. »

On se forme ici l'image des cheveux droits au-dessus d'un visage blafard, et celle qui concrétise les veines bleuissant et se durcissant dans l'effroi. L'imagination du lecteur a eu besoin d'un levier, d'un détail déclencheur, bien que superflu pour le sens général.
Dans le même esprit : « applaudir des deux mains » fait la distinction entre ceux qui battent mollement des mains (l'une tapant l'autre) et ceux qui sont plus enthousiastes.
Autre citation par Fontanier : 

« Que le courroux du ciel, allumé par mes vœux,

Fasse pleuvoir sur elle un déluge de feux !

Puissé-je de mes yeux y voir tomber ce foudre ! »

— Corneille, Horace
C'est le type d'illustration où une simple redondance (« voir de ses yeux ») grâce à un contexte bien défini amplifie le sens général : je veux moi-même y assister, ne pas le manquer, être au premier rang et me repaître de ce spectacle/
Exemple classique tiré d’Iphigénie (Racine) :

« Et que m'a fait à moi cette Troie où je cours ? »

Il illustre un pléonasme avec un pronom personnel. Ce type de pléonasme est fréquent mais pas toujours probant. Chez Racine, Achille souligne fortement son désagrément et le peu d'intérêt qu'il prend à l'entreprise préparée par Agamemnon. 
Autre exemple cité par Fontanier :

« Et quand il forcera la Nature à se taire,

Trois sceptres à son trône attachés par mon bras,

Parleront au lieu d'elle, et ne se tairont pas ! »

— Corneille, Nicomède
La redondance « parler » et « ne pas se taire » suggère un sens bien plus fort que celui de simplement parler. Ne pas se taire se traduit ici par continuer à parler malgré les empêchements et les interdictions (réf. : Tais-toi !). À ce sujet, Pierre Fontanier rappelle le propos de Voltaire qui donne une critique de l'évidence parler et ne pas se taire, non dépourvue de mauvaise foi puisqu'il s'agit de se moquer de cet ouvrage.
Dans le domaine poétique, la redondance peut être d’un emploi riche d’effets :

« Le sommet resplendissait d’une neige blanche sous un ciel profond. »

L’adjectif qualificatif, par contraste, souligne la qualité première de la neige quand on la regarde : sa blancheur étincelante. 
Un adjectif peut donc rappeler les qualités sensorielles d’une chose que son seul nom ne suggère plus guère :
- « L’azur bleu » Mallarmé
- « L’onde humide »
- « Un bouquet de houx vert » Hugo

Le pléonasme est surtout efficace comme figure dynamique et il supporte rarement l'analyse à froid. Dans le parler familier, les redondances sont plus courantes qu'on ne le pense et passent la plupart du temps inaperçues dans le feu de la conversation. Le contexte sera donc toujours déterminant pour juger de la justesse et de l'intérêt de l'expression pléonastique.
Il peut aussi être employé au pied de la lettre, de manière humoristique.

« — Madame, toutes les femmes se valent quand elles sont belles, et si je ne renifle pas la peste en flacon, et si je ne me mets pas de brique pilée sur les joues… — Avec ce que la nature vous en a mis déjà, ça ferait un fier pléonasme, mon enfant ! dit Héloïse en jetant une œillade à son directeur. »

— Honoré de Balzac, Le Cousin Pons.

## Les défauts du pléonasme

### La périssologie
Du grec perissologia : excès de minutie, verbiage.
C'est un ajout de détails qui font redondance et n'apportent rien de nouveau, sinon de la lourdeur dans l'expression. Un pléonasme sans effet, en quelque sorte. Elle est souvent le résultat d'un affaiblissement, d'une altération, voire de l'ignorance du sens d'un mot. 
Morier donne la phrase :
« Ce livre fourmille de trop d'erreurs ». 
En effet, l'adverbe « trop » est de trop car l'idée d'un excès est déjà illustrée par le verbe « fourmiller ».
Le langage courant nous fournit chaque jour d'autres exemples. Certaines expressions sont problématiques : 
« Optimiser au maximum. ».
La locution « au maximum » présente en plus une ambiguïté : faut-il ici comprendre « le mieux possible » ou « aux meilleures conditions » (dans ce cas, ce serait une périssologie) ? La phrase devra être tournée autrement, comme pour des alliances telles que « réduire au maximum/au minimum »
Dans le domaine poétique, ce type de redondance, souvent discrète, aide à contenter les contraintes de la métrique :

« Âmes des Chevaliers, revenez-vous encor ? [il faut bien rimer avec « cor » !]
Est-ce vous qui parlez avec la voix du Cor ? [« parler avec la voix » n'est pas plus heureux] »

— Vigny, Poèmes antiques et modernes, Le Cor)
La périssologie est aussi tributaire de la perspective du récit : 
« Il lisait, son livre ouvert sur les genoux. »
On objectera qu'on ne peut lire un livre qu'une fois qu'il est ouvert. Cependant, tandis que « lire » ne suggère guère que la tête d'un personnage penché sur son ouvrage, la proposition ouvert sur les genoux porte l'imagination sur le livre tenu ouvert et serré de chaque côté par les mains. L'erreur aurait plutôt été d'écrire : « Il feuilletait un livre ouvert sur les genoux. » La description est ciblée sur le mouvement du livre feuilleté, lequel est forcément ouvert. Nous voyons là encore quelle différence se fait entre pléonasme et périssologie.

### La battologie
D'un roi antique Battos, qui était bègue.
On trouvera la plupart du temps ce mot comme synonyme du premier. Il illustre la répétition d'une même idée sous des formes à peine différentes et sans grande originalité. Un peu comme un bègue qui contournerait un mot qu'il n'arrive pas à émettre par d'autres plus faciles à prononcer. On devine que dans ce style redondant les périphrases laborieuses et les inattentions seront courantes. 
À ce propos, voici deux exemples, le premier cité par Pierre Fontanier :

« La Discorde en sourit, et, les suivant des yeux,

De joie, en les voyant, pousse un cri dans les cieux. »

— Boileau, Le Lutrin
On relève plutôt dans ce distique une négligence de style. Si Boileau s'était attentivement relu, il aurait pu mieux écrire : « … et, les cherchant des yeux… De joie, les découvrant… »

« Sources, gaves, ruisseaux, torrents des Pyrénées; »

— Vigny, Poèmes antiques et modernes - Le Cor
Se souvenir de la définition d'un gave.
Le plus souvent, elle se retrouve dans la conversation et trahit soit l'embarras de l'expression, soit le délai de mise en ordre des idées, soit le temps d'une respiration de l'élocution, etc. « Oui, j'aime la musique, en amateur seulement, non en spécialiste… » (interview de L. J., Le Monde de la musique)
On trouve aussi des formules inutiles dans les poèmes versifiés :

« J'ai reposé mon front sur mon fusil sans poudre,

Me prenant à penser, et n'ai pu me résoudre

A poursuivre sa Louve et ses fils qui, tous trois,

Avaient voulu l'attendre, et, comme je le crois,

Sans ses deux louveteaux la belle et sombre veuve

Ne l'eût pas laissé seul subir la grande épreuve; »

— Vigny, Les Destinées, La mort du Loup)
L'hémistiche « et, comme je le crois » est un remplissage pour finir le vers, trouver la rime et enfin remplacer lourdement la conjonction « car ». En versification, ce procédé est appelé « une cheville ».
Plus traumatisants peut-être pour la langue sont les tics de langage, avec des formules lourdes et superflues, comme les lancinants :
« Écoutez : » - à quelqu'un qui vous écoute déjà ; ou « Je m'en vais vous dire une chose : » - alors que s'exprimer consiste exactement à dire des choses.
« Ce groupe international a constaté cette année une forte augmentation en termes de produits exportés et de bénéfices. »
Au lieu de simplement écrire : une augmentation de ses produits exportés et de ses bénéfices…

### La tautologie
Du grec « tautologia » : même discours, redite.
On trouvera aussi ce mot comme synonyme du premier. Mais son acception reste importante car elle permet de traduire l'anglicisme : truisme (lapalissade). C'est « l'affirmation évidente », ou bien l'explication inutile puisque l'idée allait déjà de soi.  
Elle résulte d'un oubli ou de l'ignorance de l'étymologie d'un mot. Exemples connus :
« une panacée universelle » (longtemps en usage)
« dépenses somptuaires » (classique un peu oublié)
« danger potentiel » (apparition récente): s'il n'était pas potentiel, où serait le danger ?
« opportunités à saisir » : ignorance (sous influence anglo-saxonne) du sens français. Une opportunité fait référence à une occasion qu'on a su justement saisir.
Ce sont tous des exemples où est attribuée à une chose une qualité, soit assumée par la nature de la chose, soit contenue dans la définition du mot.
Elle est parfois le produit d'une naïveté qui échappe à son auteur. Exemple extrait d'un journal gratuit du matin :
« Les secours sont arrivés rapidement sur les lieux de l'accident, mais pour le conducteur tué sur le coup, il était déjà trop tard. »
Elle peut être voulue pour stigmatiser la bêtise d'un personnage :
« Je l'ai toujours dit : les hommes sont égaux. Il n'y a de véritable distinction que la différence qui peut exister entre eux. » Henry Monnier
En revanche, peut tromper le fameux slogan de la Française des jeux :
« 100 % des gagnants ont tenté leur chance. »
Ce slogan est pléonastique et non tautologique et il peut s'expliquer par ce premier slogan, tiré de Montaigne, de la même société :
« Qui peut dire qu'il n'a jamais de chance s'il ne la tente jamais ? ». 
Dans les deux cas, le sens est bien souligné : il faut jouer pour espérer gagner.
« Un quart d'heure avant sa mort, il était encore en vie. »
Cette ancienne chanson militaire relative à Jacques de Chabannes, seigneur de La Palice, est un exemple célèbre. Le sens, mal exprimé, veut dire qu'il a été combatif (bien en vie) jusqu'à son dernier souffle. Notons cependant que le vers d'origine exprimait, lui, la jalousie envers cet homme puissant et sa mort brutale : « Un quart d'heure avant sa mort, il faisait encore envie », dérivé de son épitaphe.

### Des redondances courantes
Parmi les pléonasmes courants, nombreux sont utilisés quotidiennement[réf. nécessaire]. Par exemple :
- Le taux d'alcoolémie (revient à dire « le taux de taux d'alcool dans le sang »)
- Incessamment sous peu : « incessamment » et « sous peu » ont le même sens
- Au jour d'aujourd'hui (aujourd'hui étant déjà étymologiquement un pléonasme, cf. supra). Donc cela revient à dire « Au jour du jour de ce jour ».
- Descendre en bas et monter en haut[f]
- Mineur de moins de x ans : ici, mineur veut dire « plus jeune que », il convient de dire « mineur de x ans » pour éviter le pléonasme.

- Voire même : d'après le Dictionnaire de l'Académie française, de l'ATILF et son dictionnaire en ligne (TLFi), et le Littré, le mot « voire » dans son sens usuel et très répandu de nos jours[Quand ?] signifie « et même, même ». L'expression « voire même » est inscrite, donc existante, mais suivie par la remarque : « L'expr. voire même est souvent considérée comme un pléonasme fautif et notée fam. ds Ac. 1835, 1878. » dans le TLFi. Cependant, dans son sens vieilli et littéraire, peu usité, fidèle au sens étymologique, « voire » signifie « vraiment, certes, assurément » et est employé soit comme particule d'assertion, soit seul et rhétoriquement pour émettre un doute à l'instar de « vraiment ».)